# 1855 год в театре
1855 год в театре

## Премьеры
- «Франческа да Римини» Дж. Г. Бокера на сюжет поэмы Данте (бродвейский театр Э. Давенпорта, Нью-Йорк).
- «Полусвет» А. Дюма-сына в театре «Жимназ» (Париж).
- «Фру Ингер из Эстрота» и «Пир в Сульхауге» Х. Ибсена в «Норвежском театре» (Берген).
- «По праву победы» Эрнеста Легуве («Комеди Франсез»).
- Трагедия «Пиккарда Донати» Леопольде Маренко (Театр «Реале Сарда», Турин).
- «Воды все ещё текут глубоко» Тейлора в театре «Олимпик» (Лондон).

## Премьеры в России
- январь — «Не так живи, как хочется» А. Н. Островского в Александринском театре.
- «Бедовая тетушка» В. С. Курочкина в Александринском театре.
- Водевиль «Простушка и воспитанная» Д. Т. Ленского в Малом театре (Софья Павловна — Воронова, Палаша — Бороздина, Дорофей Никитич — В. И. Живокини, Осип Петрович — автор).
- Комедия «Ипохондрик» А. Ф. Писемского в Александринском театре (на сцене Михайловского театра).
- 28 ноября — «Свадьба Кречинского» Сухово-Кобылина в Малом театре (бенефис Шумского; Муромский — М. С. Щепкин, Лидочка — Воронова, Атуева — Н. В. Рыкалова, Нелькин — Васильев, Расплюев — П. М. Садовский, Бек-Турчанинов, Щебнев — Н. Никифоров, Фёдор — Дмитриевский).

## События
- В Бразилии драматург Жоакин Мануэл ди Маседу, антрепренёр Г. Сантус и актриса М. Велути организовали Драматическое общество, открытое пьесой Маседу «Кузен из Калифорнии».
- В Париже Жак Оффенбах основал театр Буфф-Паризьен. Летняя сцена была открыта 5 июля, зимняя (в пассаже Шуазель — бывшем театре «Конт») — 28 июля. В первом сезоне были представлены музыкальные буффонады «Двое слепых» и «Деревенские скрипачи» Ж. Оффенбаха.
- Директором театра «Метрополитен» (Нью-Йорк) стала Лора Кин. Театр переименован в «Варьете Лоры Кин».
- В Самаре представлениями труппы Н. И. Иванова открыт театр в новом здании, построенном на средства, собранные по подписке.
- Французский драматург Ф. Понсар избран членом Академии.
- Гастроли А. Ристори и Э. Росси в Париже. Ристори выступала в ролях Рашель, которая в том же году прекратила актёрскую деятельность.
- Создан Театрально-литературный комитет (совещательный орган при Дирекции императорских театров). Первоначально занимался отбором лучших пьес к столетнему юбилею русского театра, с начала 1860-х годов на постоянной основе осуществлял рассмотрение новых пьес для императорской сцены.
- Создано Театральное общество им. К. Марло Кембриджского университета.
- Закрылся берлинский «Шлоспарк-театр» (был открыт в 1838; вновь открыт в 1921 году).
- «Генрих IV» в «Восточном театре» (Калькутта).

## Музыкальный театр
- 13 июня — в Париже, в Гранд-Опера состоялась премьера оперы Джузеппе Верди «Сицилийская вечерня» на либретто Шарля Дюверье и Эжена Скриба.
- Опера «Рип ван Винкль» (по В. Ирвингу) Дж. Бристоу.

## Родились
- 25 января — русский театральный издатель Ф. А. Куманин.
- 12 февраля — русский советский актёр и театральный деятель Н. Н. Синельников.
- 4 (16) марта 1855 — русская актриса Ираида (Праида) Павловна Уманец-Райская.
- 20 марта — польский актёр и театральный деятель Людвиг Сольский.
- 23 марта — финский актёр Аксель Алберг[фин.].
- 17 апреля — украинская актриса и певица Мария Карповна Садовская-Барилотти.
- 21 мая — бельгийский поэт и драматург Э. Верхарн.
- 24 мая — английский драматург Артур Уинг Пинеро.
- 30 мая — немецкий драматург, либреттист, писатель, поэт Герг  Шаумберг
- 28 августа — Сварнакумари Деви, индийская писательница, поэтесса, драматург (умерла в 1932).
- 8 октября — английский антрепренёр Джордж Эдуардс.
- 30 октября — русский писатель, драматург, переводчик, историк искусства и театральный деятель Пётр Петрович Гнедич.
- 17 (29) декабря 1855 — эстонский писатель и драматург Аугуст Китцберг.
- бразильский писатель и драматург Артур Азеведу.
- русский художник, театральный критик и практикующий врач, в молодости участник народнического движения Сергей Сергеевич Голоушев (псевдоним — Сергей Глаголь).
- польский актёр Л. Сельский
- маратхский драматург Говинд Баллал Девал[англ.].
- армянский драматург Парнакэс.
- армянский драматург Эмин Овакимович Тер-Григорян[арм.].

## Скончались
- 5 января — польский актёр Ян Н. Каминский.
- 27 марта — русский антрепренёр и актёр Людвиг Юрьевич Млотковский.
- 16 (28) июля 1855 года в Санкт-Петербурге — Жан-Антуан Петипа́, французский балетный танцор и хореограф; отец Люсьена и Мариуса Петипа.
- 19 ноября — венгерский поэт и драматург Михай Вёрёшмарти.
- 26 ноября — польский поэт и драматург А. Мицкевич.
- узбекский кукольник (театр «чодир хал») Абдулло.

## Драматургия и театральная литература
- Пьяза «Падума» бирманского драматурга У Поу Нья.
- Издан сборник пьес Т. Готье «Карманный театр».
- «Еврейка из Толедо» Ф. Грильпарцера.
- Опубликован «Месяц в деревне» И. С. Тургенева в журнале «Современник» (книга 1) в цензурированной редакции.